# Bojan Čop
Bojan Čop, slovenski jezikoslovec, univerzitetni profesor in akademik, * 23. maj 1923, Ljubljana, † 3. avgust 1994, Ljubljana. 
Tudi njegov starejši brat Dušan je bil jezikoslovec, znan zlasti po raziskovanju krajevnih imen.  

## Življenje in delo
Čop je 1951 je postal asistent na Oddelku za primerjalno in splošno jezikoslovje ljubljanske Filozofski fakulteti. Po upokojitvi Karla Oštirja je prevzel predavanja iz indoevropske primerjalne slovnice s poudarkom na modernih smereh, kot so laringalna teorija, indoevropska dialektologija in indoevropske starožitnosti. Leta 1971 je doktoriral na FF v Ljubljani. Po 1970 je predaval tudi o teoriji, ki predvideva indouralsko sorodstvo. Redni profesor je postal leta 1972, leta 1990 se je zaradi bolezni upokojil.
V letih 1962-84 je bil na FF v Ljubljani predstojnik oddelka za primerjalno jezikoslovje in orientalistiko, 1972 izredni ter 1976 redni član SAZU, Univerza v Ljubljani pa mu je podelila naziv zaslužni profesor. V začetku se je ukvarjal z etimologijo indoevropskih jezikov, posebno grščine, kmalu pa se je preusmeril na študij jezikov ostankov stare Male Azije. Kasneje je napisal več razprav v zvezi s slovnično in dialektološko problematiko indoevropskih jezikov.
Bojan Čop je utemeljil nekatere nove smeri primerjalnega jezikoslovja in tako bistveno pripomogel k njegovemu razvoju.